# Forsyth (Montana)
Forsyth város az USA Montana államában, Rosebud megyében, melynek megyeszékhelye is. Lakosainak száma 1647 fő (2020. április 1.).

## Népesség
A település népességének változása:

| 2010 | 1 777 |
| 2020 | 1 647 |